# Cesare Maggi
Cesare Maggi, né en 1881 à Rome et mort à Turin en 1961, est un peintre italien.

## Biographie

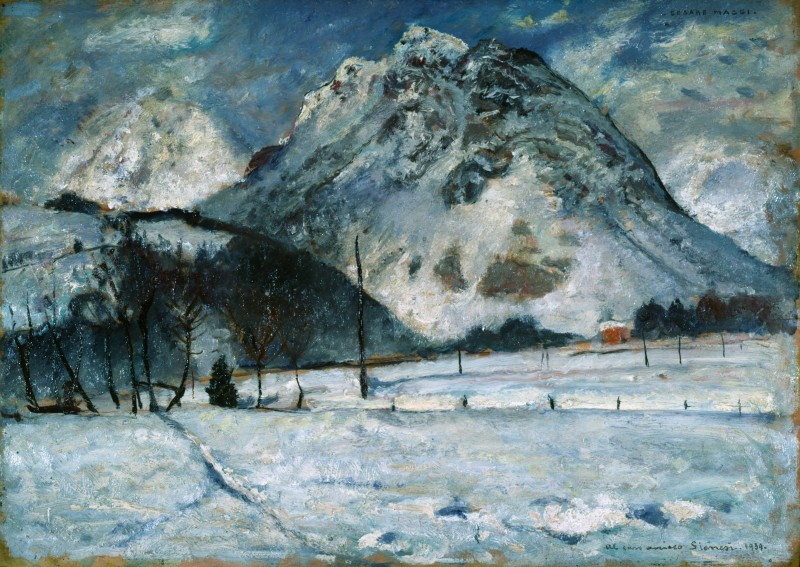
Paysage de montagne, vers 1939 (Fondazione Cariplo)

Cesare Maggi naît le 13 janvier 1881 à Rome, dans une famille d'acteurs, Maggi se lance dans les études classiques à la demande de son père mais aussi très tôt dans la peinture, d'abord avec l'artiste livornois Vittorio Matteo Corcos en 1897, puis avec Gaetano Esposito à Naples. Ses débuts à Florence à l'Esposizione Annuale della Società di Belle Arti di Firenze, en 1898, sont suivis d'un court voyage à Paris pour se tenir au courant des derniers évolutions.
Le tournant décisif dans l'art de Maggi a lieu en 1889 avec l'exposition posthume de Giovanni Segantini organisée par la Société milanaise des Beaux-Arts, qui l'incite à passer définitivement à la peinture de paysage à caractère divisioniste. Après un court séjour à Engadine, il retourne à Milan avant de s'installer définitivement à Turin. La collaboration commerciale avec Alberto Grubicy jusqu'en 1913 permet à Maggi de s'établir rapidement comme l'un des principaux représentants de la deuxième génération de peintres divisionnistes en Italie. Il peint un répertoire de paysages de montagne facilement compréhensibles, se concentrant principalement sur les aspects de la perception visuelle du reflet de la lumière et de la couleur, mais manquant de la spiritualité profonde de l'œuvre de Segantini. Il participe aux grandes expositions italiennes et européennes et la Biennale de Venise consacre une salle entière à son travail à l'Esposizione Internazionale d'Arte de Venise en 1912. Après un intermède consacré à la peinture de portrait dans la même décennie, le travail mature de l'artiste se concentre sur une plus grande simplification du sujet, principalement dans les paysages. Maggi obtient la chaire de peinture à l'Académie Albertina à Turin en 1936.
Cesare Maggi meurt en 1961 à Turin.